# Volvo 780
Volvo 780 – samochód sportowy klasy średniej-wyższej produkowany przez szwedzką markę Volvo Car Corporation w latach 1985 - 1990

## Historia i opis modeli
Auto zostało po raz pierwszy oficjalnie zaprezentowane podczas targów motoryzacyjnych w Genewie w marcu 1985 roku jako następca modelu 262. Pojazd został zaprojektowany przez włoskie studio stylistyczne Bertone. Auto wytwarzane było we Włoszech na bazie podzespołów modelu 760.  Wyprodukowano 8518 egzemplarzy pojazdu

### Wyposażenie
Standardowe wyposażenie pojazdu obejmuje m.in. system ABS i zamek centralny. Samochód mógł być wyposażony także m.in. w klimatyzację, podgrzewane oraz elektrycznie regulowane fotele, elektryczne sterowanie szyb, elektryczne sterowanie lusterek, elektryczną antenę radia, elektrycznie sterowany szyberdach, tempomat, wycieraczki reflektorów, alufelgi oraz wspomaganie kierownicy.

### Dane techniczne ('85 780 V6)

#### Silnik
- V6 2,8 l (2849 cm³), 2 zawory na cylinder, SOHC
- Układ zasilania: wtrysk Bo LH-Jet
- Średnica cylindra × skok tłoka: 91,00 mm × 73,00 mm
- Stopień sprężania: 9,5:1
- Moc maksymalna: 147 KM (108 kW) przy 5100 obr./min
- Maksymalny moment obrotowy: 235 N•m przy 3750 obr./min

#### Osiągi
- Przyspieszenie 0-100 km/h: 11,2 s
- Prędkość maksymalna: 181 km/h

### Dane techniczne ('90 780 Turbo)

#### Silnik
- R4 2,0 l (1986 cm³), 2 zawory na cylinder, SOHC, turbo
- Układ zasilania: wtrysk Bo Mot
- Średnica cylindra × skok tłoka: 88,90 mm × 80,00 mm
- Stopień sprężania: 9,0:1
- Moc maksymalna: 203 KM (149 kW) przy 5300 obr./min
- Maksymalny moment obrotowy: 290 N•m przy 2950 obr./min

#### Osiągi
- Przyspieszenie 0-100 km/h: 8,7 s
- Prędkość maksymalna: 213 km/h